# Djamel Tlemçani
Djamel Tlemçan (ur. 16 kwietnia 1955 w Al-Madijja) – algierski piłkarz grający na pozycji pomocnika, reprezentant kraju. Wystąpił w Mistrzostwach Świata w Hiszpanii w 1982 roku.